# Konkomitancja
Konkomitancja (łac. concomitantio od con 'współ' i  comes dop. comitis 'towarzysz') - doktryna dotycząca związku pomiędzy ciałem i krwią Chrystusa w Eucharystii. Zakłada, że przyjmując Komunię Św. tylko pod jedną postacią  chrześcijanie przyjmują zarówno ciało jak i krew Chrystusa. Kościół rzymskokatolicki uznaje konkomitancję, zdefiniował to pojęcie w XII w. Konkomitację uznaje również prawosławie, gdzie niemowlętom udzielana jest Komunia jedynie pod postacią wina.